# Archives départementales des Ardennes
Les archives départementales des Ardennes sont un service du conseil départemental des Ardennes (Grand Est, France) chargé de collecter, classer, conserver et communiquer au public les documents d'archives publiques et privés à caractère historique. Elles sont, depuis 1957, situées dans un bâtiment spécialement conçu qui abrite les 17 km linéaires de documents conservés depuis le Moyen Âge jusqu'à nos jours. Elles ont été l'un des premiers services d'archives départementales de France à recourir aux microfilms, en 1948, et elles utilisent actuellement de plus en plus internet pour faciliter l'accès aux documents et mettre en valeur le patrimoine.

## Histoire

### Les dépôts successifs d'archives
La loi du 5 brumaire an V (26 octobre 1796) ordonne la constitution d'archives dans tous les chefs-lieux de département. En Ardennes, ces archives sont mises en place dans un premier temps dans l'ancienne École royale du génie de Mézières. Les premiers fonctionnaires responsables des dépôts des administrations rendus obligatoires sont plutôt des employés de bureau et non de véritables archivistes. En 1842, Nicolas Hannotel prend en charge ce service, et est sollicité également pour l'organisation des archives communales, tâche à laquelle il consacre 5 mois, se déplaçant dans le département. Des correspondances en 1858 entre le Ministère de l'Intérieur et des services de la Préfecture des Ardennes montrent que la spécificité de ce travail d'archivage et son utilité ne sont pas encore totalement comprises au sein de la Préfecture.
L'arrivée en 1862 de Jean Augustin Sénemaud comme archiviste des Ardennes marque une nouvelle étape dans l'organisation de ces archives et l'enrichissement de leur contenu. Le bâtiment qui les abritait était devenu également au tout début du XIXe siècle celui de la Préfecture des Ardennes. Les archives occupaient tout le troisième étage de la Préfecture. Elles se développaient sur 1 200 mètres de linéaire. Depuis juillet 1860, une circulaire recommandait aux préfets d'installer ces archives dans des bâtiments distincts de l'administration, à une époque où les bureaux étaient chauffés par des poêles et des cheminées. L'installation existante dans les Ardennes n'était pas du tout conforme à cette circulaire. Sénemaud obtient en 1877 le réaménagement des archives dans un hôtel particulier adjacent à la préfecture, et racheté à cet effet par l'administration, la maison Bourdier, en englobant également un autre hôtel particulier, la maison François, séparé de la maison Bourdier par une ruelle,.
Pendant la guerre de 1914-1918, Mézières est occupé par les troupes allemandes. Le Grand Quarier Général allemand (Grosses Haupt Quartier) et l'état-major du groupe d'armées du Kronprinz, Guillaume de Prusse sont installés dans la Préfecture. Le bâtiment des archives est également réquisitionné et une bonne partie des documents sont dispersés dans différents bâtiments de la ville. Un bombardement, le 11 novembre 1918, dernier jour de la guerre, secoue le bâtiment. À son retour, l'archiviste, Paul Laurent, trouve une situation déplorable et constate la perte d'une partie des dépôts. En 1926, les archives changent à nouveau de site et sont déplacées dans l'ancien couvent des Annonciades célestes, en bordure de la Meuse. Les locaux de cette nouvelle adresse se révèlent très vite trop étroits. Mais surtout, le déclenchement de la guerre de 1939-1945 met de nouveau en danger les dépôts. Faute de moyens, seule une partie de ces dépôts peut être envoyée en Vendée, en octobre et novembre 1939. Le 14 et 15 mai 1940, un bombardement allemand touche les bâtiments et provoque un incendie. À la fin du conflit, les archives départementales des Ardennes sont à reconstituer, et un local est à nouveau à trouver. Un nouvel archiviste, René Robinet, s'est attelé à ce travail dès 1945 et parvient à force de pugnacité à inaugurer un bâtiment neuf et spécifiquement conçu pour la conservation des archives en 1957.

### Le bâtiment actuel
Depuis 1957, les archives départementales des Ardennes sont situées 10 rue de la Porte de Bourgogne à Charleville-Mézières :
- 1955 à 1957, construction d'un nouveau bâtiment destiné aux archives départementales, conçu par l'architecte local Jean-Robert Dupré (inauguration le 10 novembre 1957)[6],
- 1984 à 1986, agrandissement du bâtiment réalisé par les deux architectes parisiens Bernard Feypell et Edward Zoltowski (inauguration le 11 mai 1987)[6].

Dans le hall d'entrée, un bas-relief de Paul Bialais évoque les Ardennes à travers ses légendes et son savoir-faire. Depuis 2021, ce bas-relief est inscrit monument historique au titre mobilier.

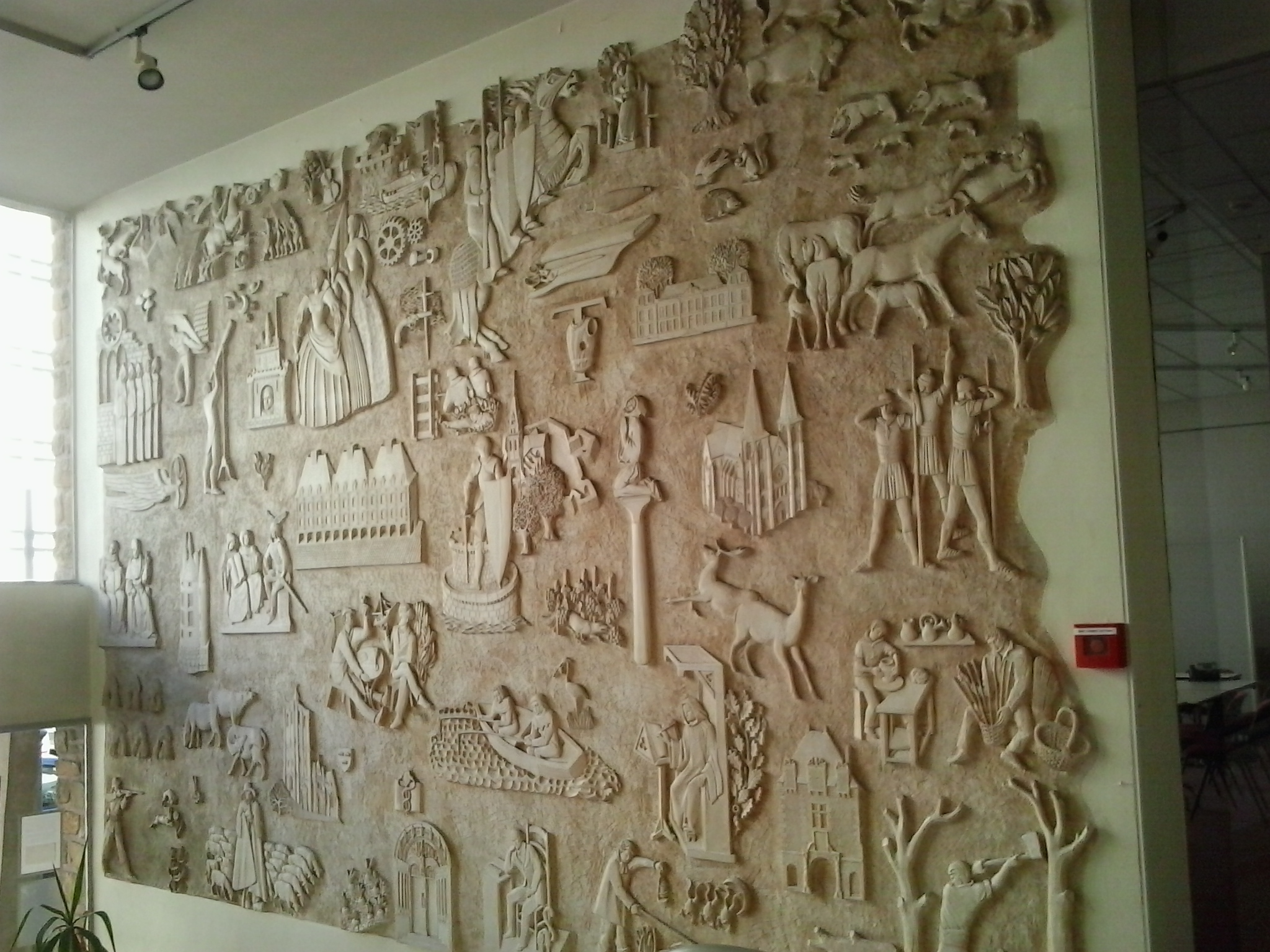
Bas-relief du hall d'accueil.
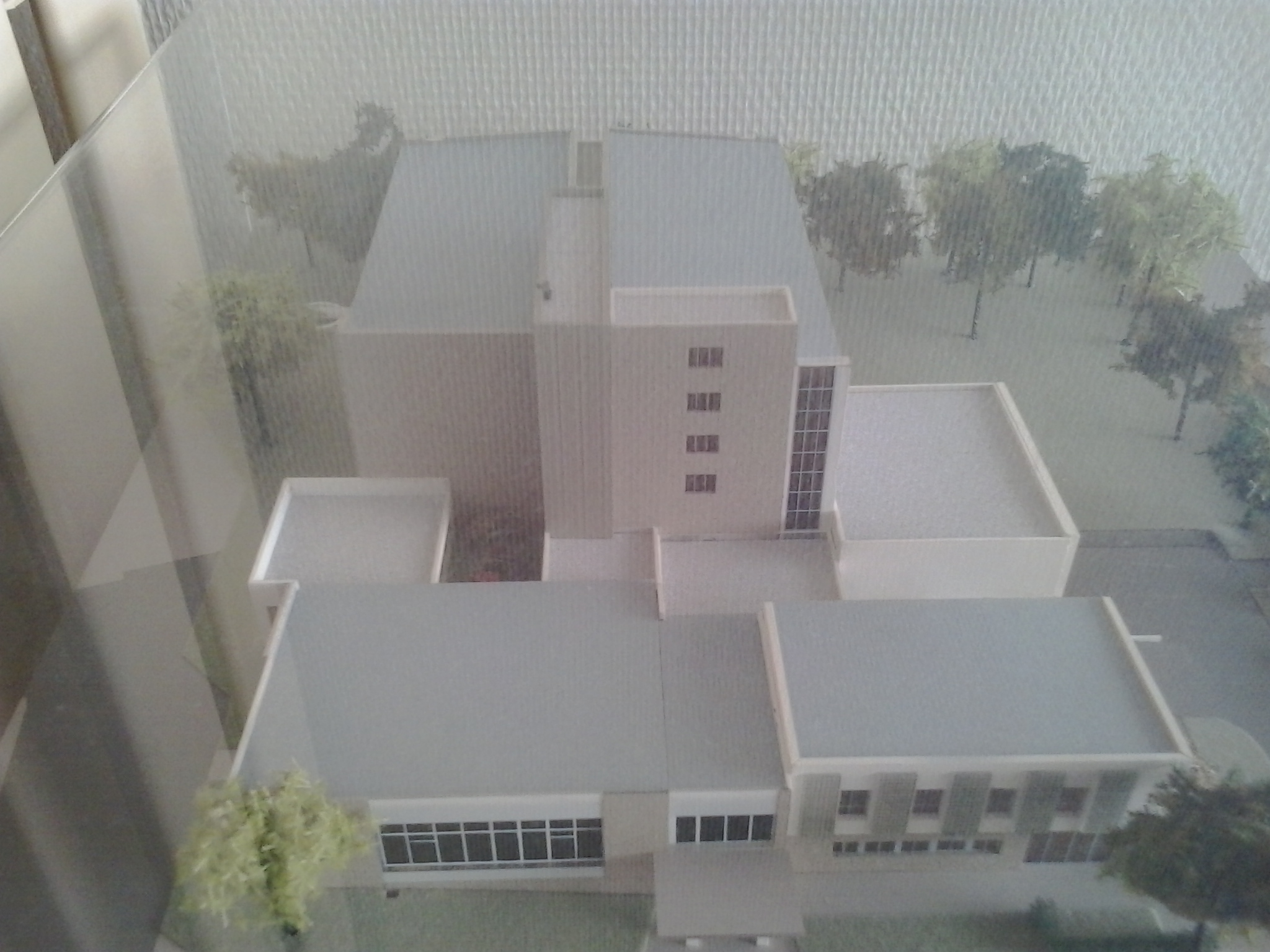
Maquette de l'édifice.

### Les directeurs
- 1842 : Nicolas Hannotel[8]
- 1862-1887 : Jean Augustin Sénemaud[3]
- 1887-1920 : Paul Laurent[9]
- 1920-1939 : Jean Massiet du Biest[10]
- 1939 : Bernard Jarry[11]
- 1940 : Gaston Robert[11]
- 1945-1966 : René Robinet
- 1966-1978 : Hubert Collin
- 1979-1989 : Martine Illaire
- 1989-1996 : Solange Bidou
- 1997-2007 : Odile Jurbert
- 2007-2015 : Violette Rouchy-Lévy[12]
- 2015-2020 : Éric Montat [13]
- Depuis 2021 : Léo Davy[14]

## Fonds

### Fonds détruits et fonds conservés
Les fonds des archives départementales des Ardennes ont été durement touchés pendant les deux dernières guerres mondiales : séries administratives et judiciaires d’Ancien Régime, une partie de l’état civil... Un travail de reconstitution a pu être mené partiellement à travers des archives publiques autres (nationales, communales) ou des fonds privés.
Comme dans toutes les archives départementales, les documents sont classés dans des séries nommées par des lettres de A à Z. La série A des actes du pouvoir souverain et du domaine public avant 1790, traditionnellement assez réduite dans tous les départements, n'occupe dans les archives des Ardennes qu'un mètre de linéaire à la suite de ces destructions. La série B des cours et juridictions avant 1790 occupe 1,20 mètre. La série C (Administrations provinciales avant 1790) a été entièrement détruite, comme la série D (Instruction publique, sciences et arts avant 1790). La série I (fonds divers se rattachant aux archives ecclésiastiques avant 1790) fait un mètre linéaire.
Les registres paroissiaux et d'état-civil correspondent classiquement à la sous-série 2 E. Des registres remontant au XVIIe siècle ont pu être conservés ou reconstitués sur 260 des 503 communes que comptait le département en 1960.
Près de 17 km linéaires de documents sont aujourd'hui conservés, documentant tous les aspects des activités humaines s'étant déroulées dans les Ardennes depuis le Moyen Âge. Ces fonds s'enrichissent perpétuellement grâce à la collecte de nouvelles archives historiques auprès des administrations du département et auprès des personnes privées (particuliers, associations, entreprises) et à l'acquisition de documents en ventes publiques.
Les archives départementales conservent également les fonds d'archives déposés de la quasi-totalité des communes ardennaises, conformément à la loi du 21 décembre 1970 qui prescrit le dépôt des archives de plus de 50 ans des communes de moins de 2000 habitants. Pour autant, les deux fonds les plus importants parmi eux sont ceux de Charleville et de Mézières qui ont été transférées en novembre et décembre 1969. Elles constituent un fonds important en volume et en qualité. On y trouve ainsi l'ensemble des recensements annuels des Carolopolitains de la fin du XVIIe siècle au début du XXe siècle. C'est un ensemble de documents assez rare : il n'y a pas d'autres exemples en France de recensement annuel de  population sur une ville, sur une telle durée et avec une telle précision. Ces recensements précisent en effet la composition des foyers, avec les liens entre chaque membre de la famille.

### Bibliothèque
La bibliothèque des archives départementales est riche de plus de 24 000 ouvrages et de près de 100 titres de presse et de revues consacrés aux Ardennes. Les journaux locaux Le Petit Ardennais et L’Ardennais sont ainsi conservés depuis leur création en 1880.
La consultation de cette bibliothèque par les historiens des Ardennes est incontournable car elle vient pallier les nombreuses destructions subies par les archives lors des deux conflits mondiaux. Rédigés grâce à des documents aujourd’hui disparus, les ouvrages anciens qu’elles renferment sont une source d’informations historiques primordiale.
Afin d’assurer leur conservation, les ouvrages et la presse de la bibliothèque des archives ne sont pas empruntables et sont uniquement consultables sur place.

### Plus anciens documents
Le document le plus ancien est un diplôme émis en l'an 997 par Otton III, empereur du Saint-Empire Germanique confirmant les possessions de l'abbaye de Mouzon.
Au sein des registres paroissiaux, le plus ancien est daté de 1555 et provient de Revin. Ceux de Mézières remontent jusqu'en 1585. Dans la bibliothèque, l'ouvrage le plus ancien a été imprimé à Lyon en 1570 : Extraits des œuvres de  Saint-Bernard, abbé de Clairvaux.

## Site internet et ressources numériques
L'emploi des microfilms aux archives départementales des Ardennes a commencé dès 1948. Un site Internet a été publié en 2009. Celui-ci est régulièrement enrichi en nouveaux contenus et en actualités. Il est ainsi possible d'accéder en ligne à plus de 70 000 fiches décrivant documents et ouvrages des archives. Enfin, il est possible de consulter à distance les registres paroissiaux et d'état-civil, les tables décennales de l'état civil, les recensements de population, et le cadastre ancien.

## Activités culturelles
Les archives départementales proposent chaque année un programme culturel proposant plusieurs activités par mois, toutes gratuites et ouvertes à tous :
- Cours de paléographie pour débutants et confirmés
- Ateliers d'aide à la recherche
- Présentation d'un document inédit relatif à l'histoire des Ardennes
- Conférences de la Société d'histoire des Ardennes
- Visites du bâtiment et des fonds

Elles publient régulièrement des articles scientifiques dans les revues d'histoire locale.

## Pour approfondir

### Webographie
- « Archives départementales », sur le site de l'académie de Reims.
- « Images de Mézières vers 1900 à travers quelques cartes postales anciennes », sur le site du Centre national de documentation pédagogique.